# Terekeka
Zasugerowano, aby zintegrować ten artykuł z artykułem Terkaka. Nie opisano powodu propozycji integracji.
Terekeka – hrabstwo w Sudanie Południowym, w stanie Ekwatoria Środkowa. W 2008 roku liczyło 144 373 mieszkańców (70 208 kobiet i 74 165 mężczyzn) w 28 198 gospodarstwach domowych. Dzieli się na 10 mniejszych jednostek administracyjnych zwanych payam:
- Gameiza
- Muni
- Nyori
- Reggo
- Rijong
- Tali
- Terekeka
- Tindilo
- Tombek
- Mangala North